# Exército Anglo-Luso
O Exército Anglo-Português ou Exército Anglo-Luso (em inglês:  Anglo-Portuguese Army) foi a força conjunta constituída pelos exércitos britânico e português na Guerra Peninsular, sob o comando de Arthur Wellesley.
O Exército Português foi reconstruído sob a liderança do general britânico William Beresford e o Secretário de Guerra Português Miguel Pereira Forjaz.
Além de já se tornar comandante-em-chefe do exército britânico, em 22 de abril de 1809, Wellesley foi nomeado, pelo Governo Português, o Comandante-em-chefe do Exército Português.
O Exército foi organizado em divisões, a maioria incluindo unidades luso-britânicas. Normalmente, cada um tinha duas brigadas britânicas e uma brigada portuguesa.

## Batalhas
As tabelas a seguir mostram a ordem de batalha e os comandantes do Exército Anglo-Português em várias fases da Guerra Peninsular.
|                        | Julho de 1809                       | Setembro de 1810                                                                    | Maio de 1811                                                                    | Setembro de 1811                                                       |
| ---------------------- | ----------------------------------- | ----------------------------------------------------------------------------------- | ------------------------------------------------------------------------------- | ---------------------------------------------------------------------- |
| Comandante em chefe    | Lt Gen Sir Arthur Wellesley         | Lt Gen Visconde Wellington                                                          | Lt Gen Visconde Wellington                                                      | Lt Gen o Conde de Wellington                                           |
| Corps Commanders       | -                                   | -                                                                                   | Maj Gen Brent Spencer Marechal William Carr Beresford                           | Maj Gen Rowland Hill Lt Gen Sir Thomas Graham                          |
| Cavalaria              | Lt Gen William Payne                | -                                                                                   | Maj Gen Stapleton Cotton Maj Gen Sir William Erskine                            | Lt Gen Sir Stapleton Cotton                                            |
| 1.ª Divisão            | Maj Gen John Coape Sherbrooke       | Maj Gen Brent Spencer                                                               | Maj Gen Miles Nightingall                                                       | Lt Gen Sir Thomas Graham                                               |
| 2.ª Divisão            | Maj Gen Rowland Hill                | Maj Gen Rowland Hill                                                                | Maj Gen the Hon William Stewart                                                 | Maj Gen the Hon William Stewart                                        |
| 3.ª Divisão            | Maj Gen Alexander Randoll Mackenzie | Maj Gen Thomas Picton                                                               | Maj Gen Thomas Picton                                                           | Maj Gen Thomas Picton                                                  |
| 4.ª Divisão            | Brig Gen Alexander Campbell         | Maj Gen the Hon Lowry Cole                                                          | Maj Gen the Hon Lowry Cole                                                      | Maj Gen the Hon Lowry Cole                                             |
| 5.ª Divisão            | -                                   | Maj Gen James Leith                                                                 | Maj Gen Sir William Erskine                                                     | Maj Gen James Dunlop                                                   |
| 6.ª Divisão            | -                                   | -                                                                                   | Maj Gen Alexander Campbell                                                      | Maj Gen Alexander Campbell                                             |
| 7.ª Divisão            | -                                   | -                                                                                   | Maj Gen William Houston                                                         | Maj Gen John Sontag                                                    |
| Divisão Leve           | -                                   | Brig Gen Robert Craufurd                                                            | Brig Gen Robert Craufurd                                                        | Brig Gen Robert Craufurd                                               |
| Divisão Portuguesa     | -                                   | Maj Gen John Hamilton                                                               | Maj Gen John Hamilton                                                           | Maj Gen John Hamilton                                                  |
| Brigadas Independentes | -                                   | - Brig Gen Denis Pack - Brig Gen Alexander Campbell - Brig Gen Francis John Coleman | - Maj Gen Charles, Baron von Alten - Col Charles Ashworth - Col Richard Collins | - Brig Gen Denis Pack - Brig Gen Thomas McMahon - Col Charles Ashworth |

|                        | Julho de 1812                                    | Junho de 1813                                                                  | Novembro de 1813 | Abril de 1814                                                                            |
| ---------------------- | ------------------------------------------------ | ------------------------------------------------------------------------------ | --- | ---------------------------------------------------------------------------------------- |
| Comandante em chefe    | Lt Gen o Conde de Wellington                     | Lt Gen o Duque da Vitória                                                      | Marechal de Campo o Duque da Vitória                                                                                      | Marechal de Campo o Duque da Vitória                                                     |
| Corps Commanders       | Maj Gen Rowland Hill                             | Lt Gen Sir Rowland Hill Lt Gen the Conde de Dalhousie Lt Gen Sir Thomas Graham | Lt Gen Sir Rowland Hill Lt Gen the Hon Sir John Hope Maj Gen Charles, Baron von Alten Marechal Sir William Carr Beresford | Lt Gen Sir Rowland Hill Lt Gen the Hon Sir John Hope Marechal Sir William Carr Beresford |
| Cavalaria              | Lt Gen Sir Stapleton Cotton                      | Lt Gen Sir Stapleton Cotton                                                    | Lt Gen Sir Stapleton Cotton                                                                                               | Lt Gen Sir Stapleton Cotton                                                              |
| 1.ª Divisão            | Maj Gen Henry Frederick Campbell                 | Maj Gen Kenneth Alexander Howard                                               | Maj Gen Kenneth Alexander Howard                                                                                          | Maj Gen Kenneth Alexander Howard                                                         |
| 2.ª Divisão            | Maj Gen the Hon William Stewart                  | Lt Gen the Hon William Stewart                                                 | Lt Gen the Hon William Stewart                                                                                            | Lt Gen the Hon William Stewart                                                           |
| 3.ª Divisão            | Col the Hon Edward Pakenham                      | Lt Gen Sir Thomas Picton                                                       | Maj Gen the Hon Charles Colville                                                                                          | Lt Gen Sir Thomas Picton                                                                 |
| 4.ª Divisão            | Maj Gen the Hon Lowry Cole                       | Lt Gen the Hon Sir Lowry Cole                                                  | Lt Gen the Hon Sir Lowry Cole                                                                                             | Lt Gen the Hon Sir Lowry Cole                                                            |
| 5.ª Divisão            | Maj Gen James Leith                              | Maj Gen John Oswald                                                            | Maj Gen Andrew Hay | Maj Gen Andrew Hay                                                                       |
| 6.ª Divisão            | Maj Gen Henry Clinton                            | Maj Gen Henry Clinton                                                          | Lt Gen Sir Henry Clinton                                                                                                  | Lt Gen Sir Henry Clinton                                                                 |
| 7.ª Divisão            | Maj Gen John Hope                                | Lt Gen o Conde de Dalhousie                                                    | Maj Gen Carlos Lecor | Maj Gen George Townshend Walker                                                          |
| Divisão Leve           | Maj Gen Charles, Baron von Alten                 | Maj Gen Charles, Baron von Alten                                               | Maj Gen Charles, Baron von Alten                                                                                          | Maj Gen Charles, Baron von Alten                                                         |
| Divisão Portuguesa     | Maj Gen John Hamilton                            | Maj Gen Francisco Silveira, Conde de Amarante                                  | Lt Gen Sir John Hamilton                                                                                                  | Maj Gen Carlos Lecor                                                                     |
| Brigadas Independentes | - Brig Gen Denis Pack - Brig Gen Thomas Bradford | - Brig Gen Denis Pack - Brig Gen Thomas Bradford                               | - Maj Gen Lord Aylmer - Brig Gen John Wilson - Maj Gen Thomas Bradford                                                    | - Maj Gen Lord Aylmer - Maj Gen Alexander Campbell - Maj Gen Thomas Bradford             |